# 夸内拉·海斯
夸内拉·海斯（英語：Quanera Hayes，1992年3月7日—），美国女子田径运动员，2016年世界室内田径锦标赛女子4×400米接力金牌得主和女子400米铜牌得主、2017年世界田径锦标赛女子4×400米接力金牌得主、2018年世界室内田径锦标赛女子4×400米接力金牌得主。